# Sylvia Brathuhn
Sylvia Brathuhn (* 19. Februar 1957) ist eine deutsche Pädagogin, Autorin und Fachreferentin mit den Schwerpunktthemen psychosoziale Onkologie, Sterbebegleitung und Trauer.

## Leben
Nach einer Ausbildung als Krankenschwester mit anschließender Zusatzweiterbildung für Intensivpflege und Anästhesiedienst arbeitete sie zwölf Jahre als Fachkrankenschwester auf einer interdisziplinären Intensivstation. Vor dem Hintergrund dieser beruflichen Praxis engagierte sie sich in der Frauenselbsthilfe nach Krebs sowie in der Hospiz- und Trauerbewegung. Gleichzeitig studierte sie Erziehungswissenschaften. Es folgte 2005 die Promotion an der Universität Koblenz-Landau mit einer Arbeit über das Phänomen „Trauer“ aus philosophisch-pädagogischer Perspektive.

## Leistungen
Brathuhn ist als freie Referentin für verschiedene Bildungseinrichtungen tätig. Außerdem ist sie Lehrbeauftragte der Universität Koblenz-Landau am Institut für Kulturwissen. Themen ihrer Arbeit in Lehre, Aus-, Fort- und Weiterbildung sind Auseinandersetzung mit existentiellen Krisen, Sterben und Tod, Sterbebegleitung, Trauer und Trauerbegleitung, Trauer am Arbeitsplatz, Kommunikation, Biographiearbeit, Rituale, Spiritualität, Humor und Resilienz, Sinnsuche und Denken als Trost – so in der von ihr mitentwickelten Fortbildungsmethode Trauer erwärmen – sowie innere Ressourcen, Burnout-Prophylaxe und Führungskräftetraining. Sie arbeitet als Trauerbegleiterin für den Neuwieder Hospiz e. V. und war von 2015 bis 2019 Bundesvorsitzende der FSH (Frauenselbsthilfe Krebs e. V., FSH) und von 2007 bis 2023 Landesvorsitzende Rheinland-Pfalz/Saarland der FSH Brathuhn ist Gründungsmitglied im Bundesverband Trauerbegleitung e. V. sowie Mitglied der International Workgroup on death, Dying and Bereavement (IWG) Sie ist geschäftsführende Mitherausgeberin von Leidfaden – Fachmagazin für Krisen, Leid, Trauer.

## Auszeichnungen
- 1999 Koblenzer Hochschulpreis, gestiftet vom Förderkreis für Wissenschaft und Wirtschaft für ihre Diplomarbeit in Erziehungswissenschaften Lernen mit dem Tod zu leben – menschenwürdiges Sterben, Möglichkeiten der Sterbebegleitung, Hospizbewegung
- 2011 Ehrenpreis der Johanna-Loewenherz-Stiftung
- 2018 Verdienstkreuz am Bande des Verdienstordens der Bundesrepublik Deutschland

## Werke (Auswahl)

### Publikationen in Buchform
- Lernen, mit dem Tod zu leben. Menschenwürdiges Sterben – Möglichkeiten der Sterbebegleitung – Hospizbewegung, Bad Iburg 1999, ISBN  3-9806537-4-9.8 (Ausgezeichnet mit dem Koblenzer Hochschulpreis 1999)
- Manchmal wird das Wort zum Zeichen. Texte für schwere Stunden, mit Christoph Drolshagen, Ida Lamp und Catrina E. Schneider (Hrsg.): Gütersloh 2005, ISBN  3-579-06806-7.
- Trauer und Selbstwerdung. Eine philosophisch-pädagogische Grundlegung des Phänomens Trauer, Würzburg 2006 (Dissertation), ISBN  3-8260-3387-6.
- mit Monika Müller (Hrsg.) und Matthias Schnegg: Handbuch Trauerbegegnung und -begleitung. Theorie und Praxis in Hospizarbeit und Palliative Care., Göttingen 2013, ISBN 978-3-525-45188-5.
- (Hrsg.), mit Monika Müller (Hrsg.), Matthias Schnegg (Hrsg.), Thorsten Adelt (Mitarbeit), Theo Breidbach (Mitarbeit), Christine Fleck-Bohaumilitzky (Mitarbeit), Felix Grützner (Mitarbeit), Martina Kern (Mitarbeit), Dennis Klass (Mitarbeit), Bianca Papendell (Mitarbeit), David Pfister (Mitarbeit), Rita Rosner (Mitarbeit), Martin Weber (Mitarbeit), Sabine Zwierlein-Rockenfeller (Mitarbeit), Friedemann Nauck (Geleitwort): Handbuch Trauerbegegnung und -begleitung. Theorie und Praxis in Hospizarbeit und Palliative Care, Göttingen 2013, ISBN 978-3-525-45188-5.
- Vom Wachsen und Werden im Prozess der Trauer: Neue Ansätze in der Trauerbegleitung (Edition Leidfaden), 16. September 2015, von Sylvia Brathuhn und Thorsten Adelt. ISBN 978-3525-40257-3
- mit Annedore Paeske und Eduard Zwierlein: SchattenPerlen: Trauer erleben und verstehen. LIT Verlag, 1. Juli 2018, ISBN 3-643-13645-5.
- Wenn das Leben am Tod zerbricht. Philosophisch-praktische Impulse zur Begleitung trauernder Menschen. Göttingen 2022. ISBN 978-3-525-40526-0

### Beiträge in Sammelwerken
- Tod und Trauer, in: Ulrich Lilie (Hrsg.), Eduard Zwierlein (Hrsg.), Handbuch Integrierte Sterbebegleitung, Gütersloh 2004, ISBN 3-579-06804-0, S. 133–146.
- zusammen mit Eduard Zwierlein, Über die Zweideutigkeit des Todes oder der zweideutige Tod. Die Unausdeutbarkeit des Todes als Moment humaner Sterbebegleitung, in: Monika Müller (Hrsg.), David Pfister (Hrsg.), Wieviel Tod verträgt das Team? Belastungs- und Schutzfaktoren in Hospizarbeit und Palliativmedizin, Göttingen 2004, ISBN 978-3-525-40341-9, S. 142–153.
- Lebensbilanz und Identität – die bedrohte oder herausgeforderte Identität angesichts des herannahenden Todes. In: Palliative Care. kernkompetenzen für die Pflegepraxis. Hrsg. Martina Kern, Manfred Gaspar, Michaela Hach. Stuttgart 2023, S. 203–208. ISBN 978-3-13-243785-2
- Alltagssprache – Fachsprache – Existentielle Sprache. In: Palliative Care. kernkompetenzen für die Pflegepraxis. Hrsg. Martina Kern, Manfred Gaspar, Michaela Hach. Stuttgart 2023, S. 355–361. ISBN 978-3-13-243785-2

### Zeitschriftenartikel (Auswahl)
- Selbst ist die Frau, in: Signal Heft 4, 2007[4]
- mit Thorsten Adelt, Fortbildungsimpuls zum Thema Grenzen und Möglichkeiten in der Trauerbegleitung, in: Leidfaden, Jahrgang 1, 2012, Heft 1, S. 81–83.
- Trauer als Initiationsritus. Abschied – Tod – Neubeginn, in: Leidfaden, Jahrgang 2, 2013, Heft 1, S. 81–83.
- mit Thorsten Adelt, Männer und Trauer, in: Leidfaden, Jahrgang 2, 2013, Heft 2, S. 82–84.
- Sylvia Brathuhn, Selbsthilfe als Teil der Therapie betrachten, in: Best practice Onkologie, Juni 2018, Jahrgang 13, Nr. 4, S. 208–213.
- Sylvia Brathuhn und Caroline Mohr, Selbsthilfe verändert die Gesellschaft. Vom patriarchalischen System zur partizipativen Entscheidungsfindung – einer der Erfolge der Krebs-Selbsthilfe. In: Fachzeitschrift NAKOS INFO, 118/ Juli 2018, S. 25–29.
- zahlreiche Artikel in der perspektive, dem verbandseigenen Magazin der Frauenselbsthilfe nach Krebs, www.frauenselbsthilfe.de
- zahlreiche Artikel in der Zeitschrift „Wegweiser“[5]
- Sylvia Brathuhn, Psychoonkologische Aspekte beim fortgeschrittenen Mammakarzinom, in: Der Onkologe ISSN 0947-8965 Onkologe DOI:10.1007/s00761-020-00727-4

### Vorträge und Projekte (Auswahl)
- Selbsthilfe – wenn das Leben aus den Fugen gerät und die Seele erschüttert wird., im Rahmen des AYA-Workshop der DGHO 17. März 2011 Berlin, Besondere Behandlungs- und Betreuungsnotwendigkeiten bei jungen Krebspatienten[6]
- Wo und wann fängt Trauer an, Veranstaltungsreihe „Meet the expert“, 11. September 2010, 8. Kongress der Deutschen Gesellschaft für Palliativmedizin, 9. bis 11. September 2010, Dresden[7]
- „Trauer erwärmen“ feiert Jubiläum, in: Zeitschrift für Palliativmedizin, 12. Jahrgang, Heft 5, September 2011, S. 207[8]
- Fachkongress „Wie störend ist Trauer?“ am 15. Februar 2016[9]